# Bockwindmühle Ostingersleben
Die Bockwindmühle Ostingersleben ist eine Bockwindmühle auf einer Anhöhe nördlich des zur Gemeinde Ingersleben gehörenden Dorfes Ostingersleben.
Die in der nördlichen Verlängerung der Keindorfstraße stehende Mühle stammt nach einer Inschrift bereits aus dem Jahr 1783. Sie war bis in die 1970er-Jahre in Betrieb und wurde dann stillgelegt. Ab 1983 erfolgte eine Instandsetzung der Außenhaut. Ursprünglich verfügte die Windmühle über Jalousieflügel. In den 1980er-Jahren wurden diese für eine Besegelung umgerüstet. Die historische Mühlentechnik mit Walzenstuhl, Sackaufzug, Mahl- und Schrotgang sowie Reinigung sind erhalten. Der Hammer- bzw. Steinbalken sind mit Schnitzereien und der Inschrift Johann Heinrich Häberlien/Maria Dorotea Häberlien Geb Luckmann Anno 1818 versehen.

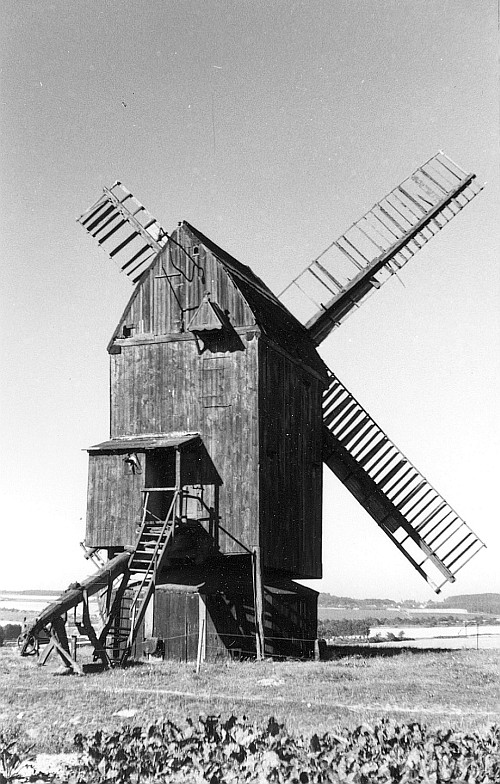
Bockwindmühle Ostingersleben im Jahr 1973
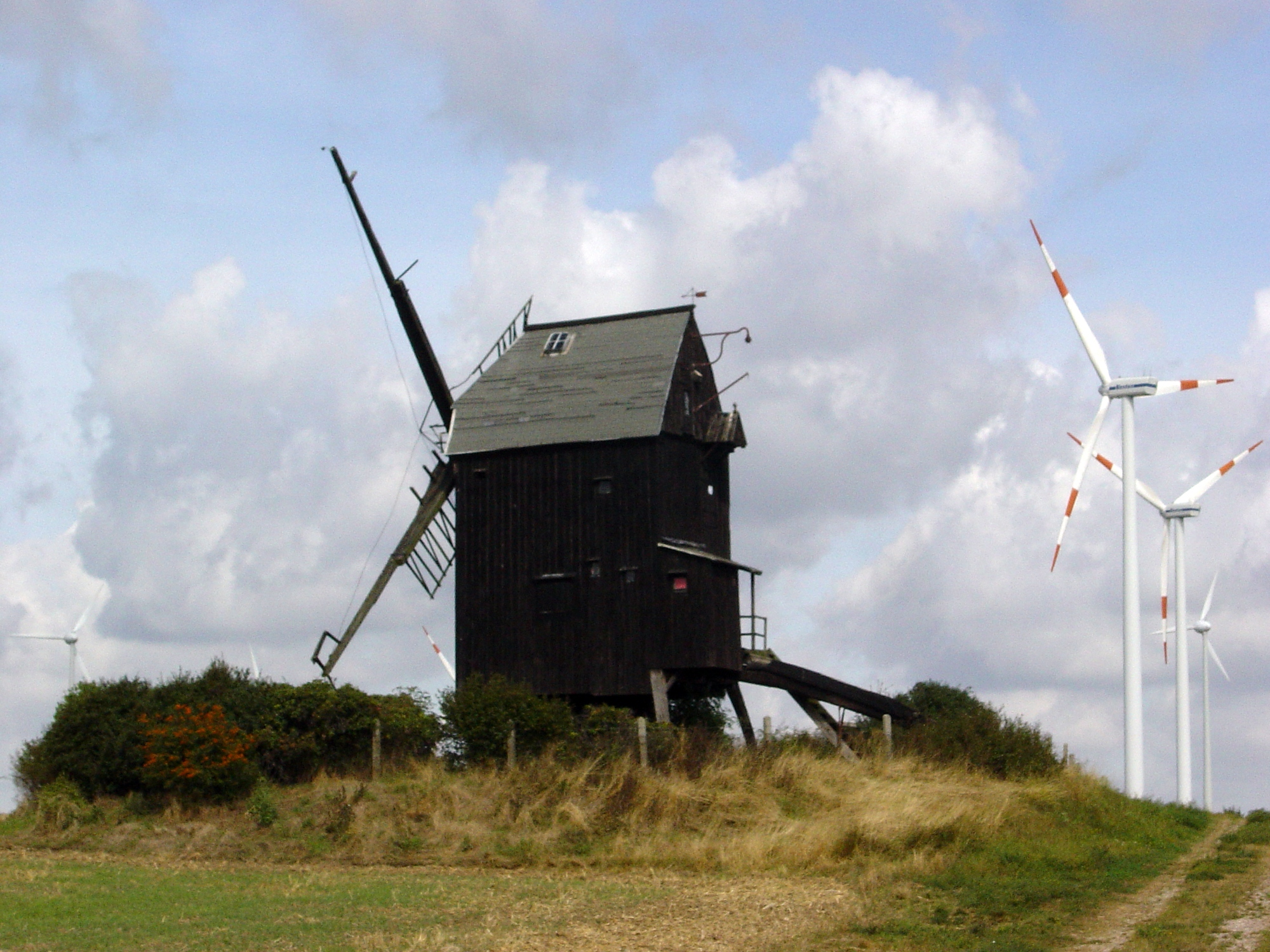
Bockwindmühle Ostingersleben im Jahr 2009
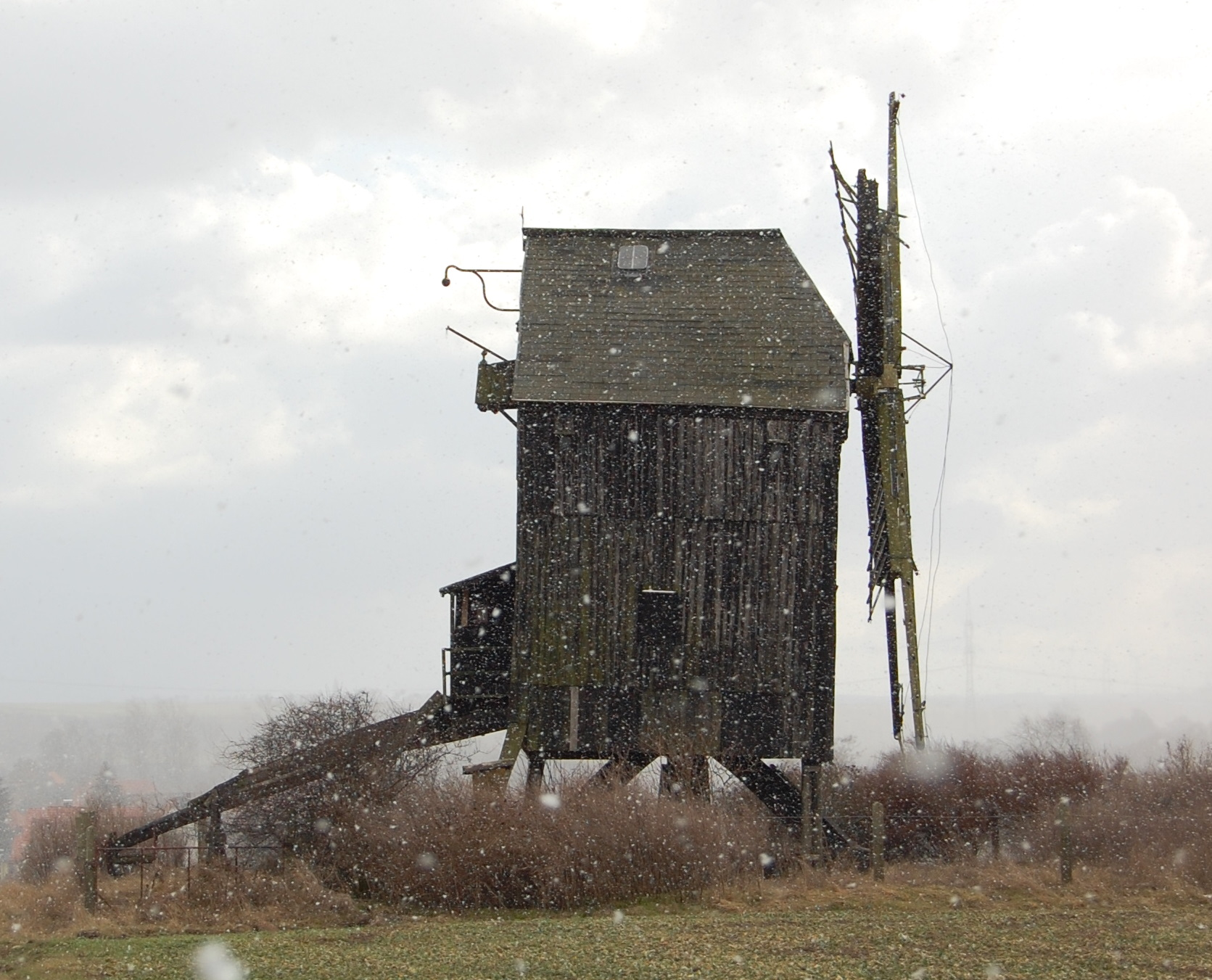
Bockwindmühle Ostingersleben im Jahr 2010